# جولي أي كارنس
جولي أي كارنس (بالإنجليزية: Julie E. Carnes)‏ (و. 1950 – م)هي محامية، وقاضية من الولايات المتحدة الأمريكية .